# 테아트르 데 세레모니

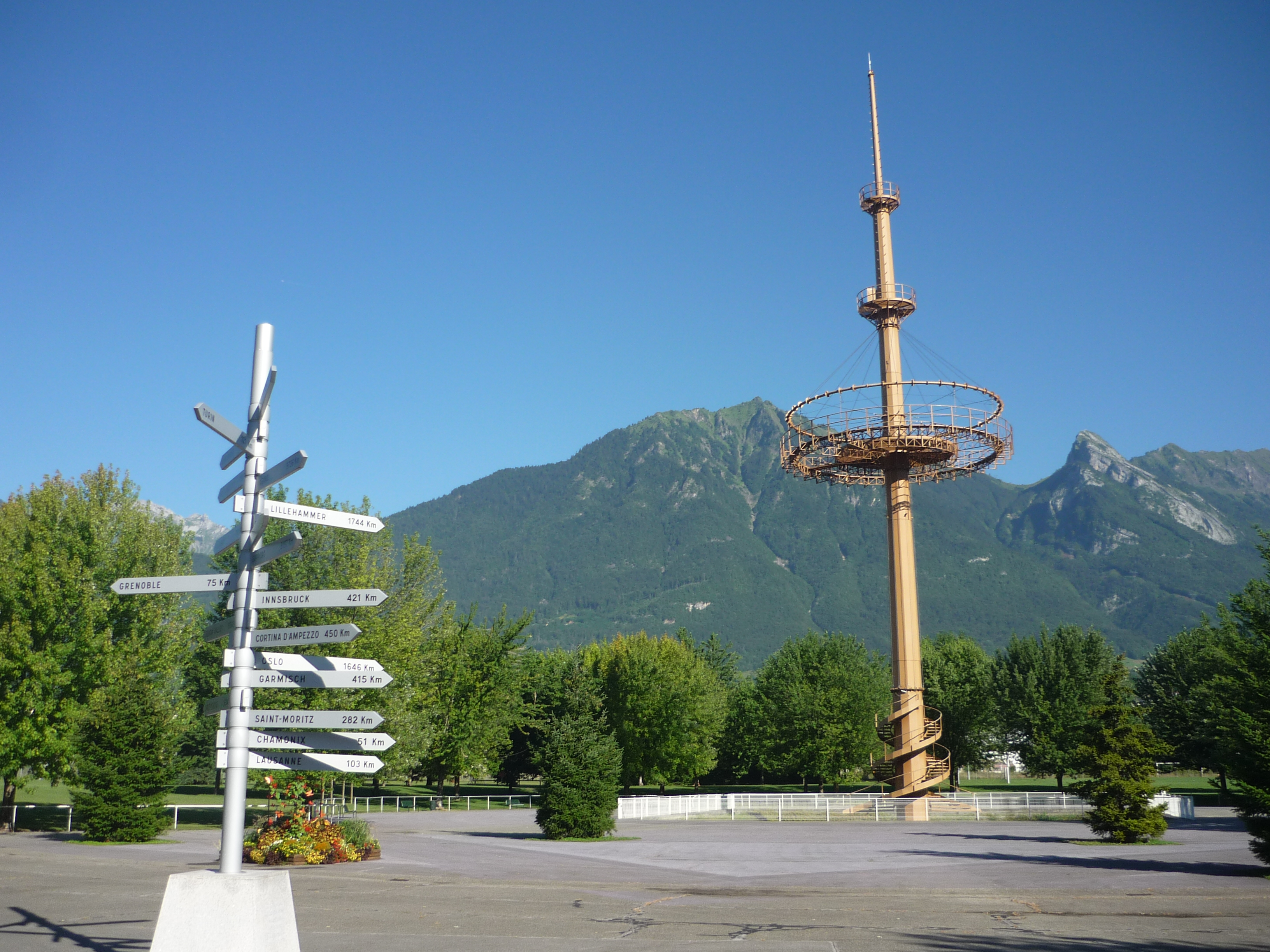
테아트르 데 세레모니가 들어섰던 자리에 조성된 공원의 모습 (2013년).

테아트르 데 세레모니(프랑스어: Théâtre des Cérémonies)는 프랑스 알베르빌에 있었던 옛 스타디움이다. 1992년 알베르빌 동계올림픽의 개막식과 폐막식 공연을 위한 전용 스타디움으로 세워졌던 이곳은, 처음부터 가건물로 건설되어 대회 직후 철거되었다. 1992년 완공 당시 면적 9,200제곱미터, 수용규모는 3만 5000명으로 가건물 중에서는 역대 최대 규모였고, 서커스장을 연상시키는 둥근 개방형으로 지어졌다. 스타디움의 일부는 스페인 바르셀로나로 운송되어 같은 해 치러진 1992년 바르셀로나 올림픽 기간에 사용되기도 하였다.
오늘날 이 자리에는 올림픽 공원이 들어서 있으며, 스타디움 중앙에 공연용으로 설치되었던 높이 53m, 지름 2m의 장대가 대회를 기념하는 차원에서 고스란히 보존되어 있다.

## 참고 자료
- 1992년 동계올림픽 공식 보고서 보관됨 2008-02-26 - 웨이백 머신 pp. 86–7. (영어/프랑스어)